# Potenziale di Liénard-Wiechert
In fisica, il potenziale di Liénard-Wiechert è il potenziale elettromagnetico generato da una carica elettrica in moto. 
L'espressione del potenziale è stata sviluppata in parte da Alfred-Marie Liénard nel 1898, e successivamente nel 1900 da Emil Wiechert in un modo indipendente da quello di Liénard.

## Definizione
Il potenziale elettromagnetico {\displaystyle A^{\alpha }(x)=(\varphi ,\mathbf {A} )} generato nel punto {\displaystyle x=(x_{0},\mathbf {x} )} da una sorgente puntiforme di carica in moto {\displaystyle e} è dato da:
{\displaystyle A^{\alpha }(x)={\frac {eV^{\alpha }(\tau =\tau _{0})}{V\cdot [x-r(\tau =\tau _{0})]}}\qquad x_{0}>r_{0}(\tau _{0})}
dove {\displaystyle V^{\alpha }(\tau )={\gamma }(c,\mathbf {v} _{s})} è la quadrivelocità della carica, {\displaystyle r^{\alpha }(\tau )=(r_{0},\mathbf {r} _{s})} la sua posizione e {\displaystyle \tau } il tempo proprio. Nell'equazione la velocità e la posizione vengono valutati al tempo {\displaystyle \tau _{0}}, che è definito dalla condizione del cono di luce:
{\displaystyle [x-r(\tau _{0})]^{2}=0}
Tale condizione implica che:
{\displaystyle x_{0}-r_{0}(\tau _{0})=|\mathbf {x} -\mathbf {r} _{s}(\tau _{0})|}
e pertanto permette di scrivere:
{\displaystyle {\begin{aligned}V\cdot (x-r)&=\gamma c(x_{0}-r_{0}(\tau _{0}))-\gamma \mathbf {v} _{s}\cdot (\mathbf {x} -\mathbf {r} _{s}(\tau _{0}))\\&=\gamma c|\mathbf {x} -\mathbf {r} _{s}(\tau _{0})|-\gamma \mathbf {v} _{s}\cdot \mathbf {n} |\mathbf {x} -\mathbf {r} _{s}(\tau _{0})|\\&=\gamma c|\mathbf {x} -\mathbf {r} _{s}(\tau _{0})|(1-\mathbf {\beta } \cdot \mathbf {n} )\end{aligned}}}
con {\displaystyle \mathbf {n} } vettore unitario che ha la direzione di {\displaystyle \mathbf {x} -\mathbf {r} _{s}(\tau )}.
Si ottiene in questo modo una forma equivalente, ma non covariante, del potenziale elettrico {\displaystyle \varphi } e del potenziale magnetico {\displaystyle \mathbf {A} } generati da una sorgente puntiforme di carica in moto:
{\displaystyle \varphi (\mathbf {x} ,t)={\frac {1}{4\pi \varepsilon _{0}}}\left({\frac {e}{(1-\mathbf {n} \cdot \mathbf {\beta } )|\mathbf {x} -\mathbf {r} _{s}(\tau )|}}\right)_{\tau =\tau _{0}}\qquad \mathbf {A} (\mathbf {x} ,t)={\frac {\mu _{0}c}{4\pi }}\left({\frac {e\mathbf {\beta } }{(1-\mathbf {n} \cdot \mathbf {\beta } )|\mathbf {x} -\mathbf {r} _{s}(\tau )|}}\right)_{\tau =\tau _{0}}={\frac {\mathbf {\beta } (\tau =\tau _{0})}{c}}\varphi (\mathbf {x} ,t)}
con:
{\displaystyle \mathbf {\beta } (t)={\frac {\mathbf {v} _{s}(t)}{c}}}

### Campi ritardati
Utilizzando la definizione dei campi elettrico e magnetico:
{\displaystyle \mathbf {E} =-\nabla \varphi -{\dfrac {\partial \mathbf {A} }{\partial t}}\qquad \mathbf {B} =\nabla \times \mathbf {A} }
si ottiene per il campo elettrico:
{\displaystyle \mathbf {E} (\mathbf {x} ,t)={\frac {1}{4\pi \varepsilon _{0}}}\left({\frac {q(\mathbf {n} -\mathbf {\beta } )}{\gamma ^{2}(1-\mathbf {n} \cdot \mathbf {\beta } )^{3}|\mathbf {x} -\mathbf {r} _{s}(\tau )|^{2}}}+{\frac {q\mathbf {n} \times {\big (}(\mathbf {n} -\mathbf {\beta } )\times {\dot {\mathbf {\beta } }}{\big )}}{c(1-\mathbf {n} \cdot \mathbf {\beta } )^{3}|\mathbf {x} -\mathbf {r} _{s}(\tau )|}}\right)_{\tau =\tau _{0}}}
e per il campo magnetico:
{\displaystyle \mathbf {B} (\mathbf {x} ,t)={\frac {\mu _{0}}{4\pi }}\left({\frac {qc(\mathbf {\beta } \times \mathbf {n} )}{\gamma ^{2}(1-\mathbf {n} \cdot \mathbf {\beta } )^{3}|\mathbf {x} -\mathbf {r} _{s}(\tau )|^{2}}}+{\frac {q\mathbf {n} \times {\Big (}\mathbf {n} \times {\big (}(\mathbf {n} -\mathbf {\beta } )\times {\dot {\mathbf {\beta } }}{\big )}{\Big )}}{(1-\mathbf {n} \cdot \mathbf {\beta } )^{3}|\mathbf {x} -\mathbf {r} _{s}(\tau )|}}\right)_{\tau =\tau _{0}}={\frac {\mathbf {n} (\tau =\tau _{0})}{c}}\times \mathbf {E} (\mathbf {x} ,t)}
con:
{\displaystyle \mathbf {\beta } (t)={\frac {\mathbf {v} _{s}(t)}{c}}\qquad \mathbf {n} (t)={\frac {\mathbf {r} -\mathbf {r} _{s}(t)}{|\mathbf {r} -\mathbf {r} _{s}(t)|}}\qquad \gamma (t)={\frac {1}{\sqrt {1-|\mathbf {\beta } (t)|^{2}}}}}
dove {\displaystyle \gamma } è il fattore di Lorentz. il termine {\displaystyle \mathbf {n} -\mathbf {\beta } } nell'espressione del campo elettrico impone che la direzione del primo termine del campo sia lungo la congiungente con la posizione della carica, mentre il secondo termine, dovuto all'accelerazione della carica, è perpendicolare a {\displaystyle \mathbf {n} -\mathbf {\beta } }.
L'espressione dei campi è in questo modo data dalla somma di due contributi: il primo è detto campo di Coulomb generalizzato e decresce come il reciproco del quadrato della distanza dalla carica, il secondo è detto campo di radiazione e decresce come il reciproco della distanza dalla sorgente, e quindi è dominante lontano dalla carica. In entrambi i casi il campo di Coulomb generalizzato è relativo alla velocità della carica, mentre il campo di radiazione è generato dall'accelerazione.

## Deduzione dai potenziali ritardati
La soluzione al tempo ritardato dell'equazione per i potenziali elettromagnetici è la seguente:
{\displaystyle \varphi (\mathbf {r} ,t)=\int {\frac {\delta \left(t'+{\frac {|\mathbf {r} -\mathbf {r} '|}{c}}-t\right)}{|\mathbf {r} -\mathbf {r} '|}}\rho (\mathbf {r} ',t')\mathrm {d} ^{3}r'\mathrm {d} t'\qquad \mathbf {A} (\mathbf {r} ,t)=\int {\frac {\delta \left(t'+{\frac {|\mathbf {r} -\mathbf {r} '|}{c}}-t\right)}{|\mathbf {r} -\mathbf {r} '|}}\mathbf {J} (\mathbf {r} ',t')\mathrm {d} ^{3}r'\mathrm {d} t'}
dove {\displaystyle \rho (\mathbf {r} ,t)} e {\displaystyle \mathbf {J} (\mathbf {r} ,t)} sono i termini sorgente, e:
{\displaystyle \delta \left(t'+{\frac {|\mathbf {r} -\mathbf {r} '|}{c}}-t\right)}
è la delta di Dirac. Per una carica che si muove in {\displaystyle \mathbf {r} _{0}(t')} con velocità {\displaystyle \mathbf {v} _{0}(t')}, le densità di carica e corrente assumono la forma:
{\displaystyle \rho (\mathbf {r} ',t')=q\delta {\big (}\mathbf {r} '-\mathbf {r} _{0}(t'){\big )}\qquad \mathbf {J} (\mathbf {r} ',t')=q\mathbf {v} _{0}(t')\delta {\big (}\mathbf {r} '-\mathbf {r} _{0}(t'){\big )}}
Se si integra sul volume {\displaystyle \mathrm {d} ^{3}r'}, utilizzando la relazione precedente si ottiene:
{\displaystyle \varphi (\mathbf {r} ,t)=q\int {\frac {\delta \left(t'+{\frac {|\mathbf {r} -\mathbf {r} _{0}(t')|}{c}}-t\right)}{|\mathbf {r} -\mathbf {r} _{0}(t')|}}\mathrm {d} t'\qquad \mathbf {A} (\mathbf {r} ,t)=q\int {\frac {\delta \left(t'+{\frac {|\mathbf {r} -\mathbf {r} _{0}(t')|}{c}}-t\right)}{|\mathbf {r} -\mathbf {r} _{0}(t')|}}\mathbf {v} _{0}(t')\mathrm {d} t'}
ed integrando in {\displaystyle t'} si trovano i potenziali di Liénard-Wiechert.

## Equazione di Larmor
Se si trascura il campo di Coulomb generalizzato, la componente radiale del vettore di Poynting, risultante dall'espressione di Liénard–Wiechert dei campi, è data da:
{\displaystyle [\mathbf {S\cdot } {\hat {\mathbf {n} }}]_{\tau =\tau _{0}}={\frac {q^{2}}{16\pi ^{2}\varepsilon _{0}c}}\left\{{\frac {1}{R^{2}}}\left|{\frac {{\hat {\mathbf {n} }}\times [({\hat {\mathbf {n} }}-{\vec {\beta }})\times {\dot {\vec {\beta }}}]}{(1-{\vec {\beta }}\mathbf {\cdot } {\hat {\mathbf {n} }})^{3}}}\right|^{2}\right\}}
dove il secondo membro, a differenza del primo, non è valutato al tempo ritardato.
La relazione spaziale tra {\displaystyle {\vec {\beta }}} e {\displaystyle {\dot {\vec {\beta }}}} determina la distribuzione di potenza angolare, ed il fattore  {\displaystyle (1-{\vec {\beta }}\mathbf {\cdot } {\vec {\mathbf {n} }})} al denominatore mostra la presenza degli effetti relativistici nel passaggio dal sistema di riferimento a riposo della particella al sistema di riferimento dell'osservatore.
L'energia irradiata per angolo solido durante un'accelerazione tra gli istanti {\displaystyle t'=T_{1}} e {\displaystyle t'=T_{2}} è data da:
{\displaystyle {\frac {\mathrm {d} P}{\mathrm {d} {\mathit {\Omega }}}}={\frac {q^{2}}{16\pi ^{2}\varepsilon _{0}c}}\,{\frac {|{\hat {\mathbf {n} }}(t')\times \{[{\hat {\mathbf {n} }}(t')-{\vec {\beta }}(t')]\times {\dot {\vec {\beta }}}(t')\}|^{2}}{[1-{\vec {\beta }}(t')\mathbf {\cdot } {\vec {\mathbf {n} }}(t')]^{5}}}}
Integrando tale espressione su tutto l'angolo solido si ottiene la generalizzazione relativistica della formula di Larmor:

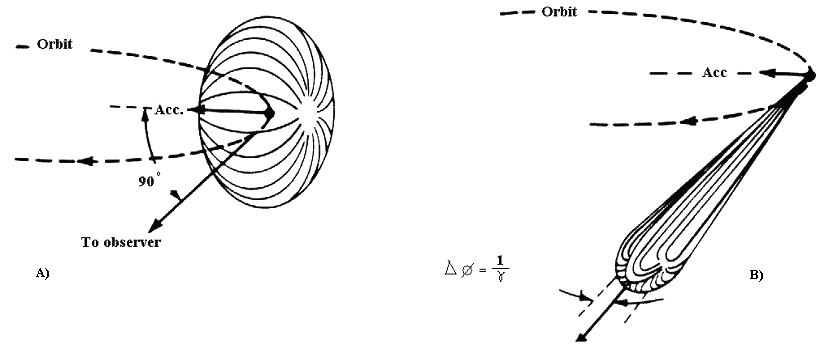
Distribuzione angolare della radiazione emessa da una carica in moto accelerato. Nell'immagine a destra la velocità della particella si avvicina alla velocità della luce, e l'emissione di radiazione è collimata in un cono appuntito il cui asse è diretto come la velocità.

{\displaystyle P={\frac {q^{2}}{6\pi \varepsilon _{0}c}}\gamma ^{6}\left[\left|{\dot {\vec {\beta }}}\right|^{2}-\left|{\vec {\beta }}\times {\dot {\vec {\beta }}}\right|^{2}\right]}

### Radiazione di sincrotrone
Se la carica compie un moto circolare la sua accelerazione {\displaystyle {\dot {\vec {\beta }}}} è perpendicolare alla velocità {\displaystyle {\vec {\beta }}}. Se si sceglie un sistema di coordinate tale per cui {\displaystyle {\vec {\beta }}} è istantaneamente in direzione z e {\displaystyle {\dot {\vec {\beta }}}} in direzione x, utilizzando le coordinate polari {\displaystyle \theta } e {\displaystyle \phi } per definire la direzione di osservazione, la distribuzione di potenza angolare si riduce alla seguente espressione:
{\displaystyle {\frac {\mathrm {d} P}{\mathrm {d} {\mathit {\Omega }}}}={\frac {q^{2}}{16\pi ^{2}\varepsilon _{0}c}}{\frac {|{\dot {\vec {\beta }}}|^{2}}{(1-\beta \cos \theta )^{3}}}\left[1-{\frac {\sin ^{2}\theta \cos ^{2}\phi }{\gamma ^{2}(1-\beta \cos \theta )^{2}}}\right]}
Nel limite relativistico per velocità prossime alla velocità della luce, in cui {\displaystyle \gamma \gg 1}, la distribuzione angolare può approssimativamente essere scritta come:
{\displaystyle {\frac {\mathrm {d} P}{\mathrm {d} {\mathit {\Omega }}}}\approx {\frac {q^{2}}{2\pi ^{2}\varepsilon _{0}c^{3}}}\gamma ^{6}{\frac {|{\dot {\mathbf {v} }}|^{2}}{(1+\gamma ^{2}\theta ^{2})^{3}}}\left[1-{\frac {4\gamma ^{2}\theta ^{2}\cos ^{2}\phi }{(1+\gamma ^{2}\theta ^{2})^{2}}}\right]}
dove i fattori {\displaystyle (1-\beta \cos \theta )} al denominatore restringono la distribuzione angolare in un fascio di luce conico e sempre più stretto al crescere della velocità, distribuito in un piccolo angolo intorno a {\displaystyle \theta =0}.